# Alma (fransk sanger)
 For alternative betydninger, se Alma. (Se også artikler, som begynder med Alma)
Alexandra Maquet (født 27. september 1988) også kendt som Alma er en fransk sangerinde som repræsenterede Frankrig ved Eurovision Song Contest 2017 med sangen "Requiem", hvor hun opnåede en 12. plads.